# Покоснинское сельское поселение
Покоснинское сельское поселение — муниципальное образование со статусом сельского поселения в
Братском районе Иркутской области России. Административный центр — село Покосное.

## Население
| 2010  | 2011  | 2012  | 2013  | 2014  | 2015  | 2016  |
| ----- | ----- | ----- | ----- | ----- | ----- | ----- |
| 3292  | ↘3275 | ↘3232 | ↘3166 | ↘3112 | ↘3056 | ↘2996 |
| 2017  |       |       |       |       |       |       |
| ↘2957 |       |       |       |       |       |       |

По результатам Всероссийской переписи населения 2010 года
численность населения муниципального образования составила 3292 человека, в том числе 1594 мужчины и 1698 женщин.

## Населённые пункты
- село Покосное
- посёлок Сосновый